# Creuse
Creuse ( fransk udtale ?) er et fransk departement i regionen Nouvelle-Aquitaine. Hovedbyen er Guéret, og departementet har 124470 indbyggere (1999).
Der er 2 arrondissementer, 15 kantoner og 258 kommuner i Creuse.
Departementet svarer nogenlunde til den historiske provins la Marche[kilde mangler].
- Wikimedia Commons har flere filer relateret til Creuse

46°35′N 2°03′Ø / 46.58°N 2.05°Ø